# Сідава
Сіда́ва — село в Україні, у Жмеринській міській громаді Жмеринського району Вінницької області.
На сході, за півтора кілометра від Жмеринки, знаходиться село Сідава. Від міських очисних споруд до села прямує
невеликий струмок із неприємною назвою Вонючка. Сусіди села — Жуківці і Потоки. Згідно з переказами людей, назва села пішла від старого дуплавого дуба, що ріс в  лісі, що оточував село. В його дуплі переховувались бранці від рекрутських наборів.
Від слова «сидіти» пішло похідне слово «сідаво» (відсиджуватись). Цю версію про назву села записано із краєзнавчого відділу Жмеринської районної бібліотеки, інших версій не вдалось знайти.

## Історія села Сідава
За демографічними даними село відносно молоде, але заселялось раніше від сусіднього села Жуківці. Про це свідчить одна із вулиць виниклого старообрядницького села Жуківці вона отримала назву «Сідавська». Так пише в історичному нарисі про с. Жуківці Похолок Л. С. Започаткувалось село наприкінці XVII століття. Колись ним володіла поміщиця с. Потоків — графиня Потоцька. Церква знаходилася поблизу тодішньої водозабірної вежі. її зруйнували в 1935 році, коли масово знищувались храми. Хреста з неї зняв чоловік, що не проживав у селі. Тривалий час життя людей залежало від роботи радгоспу «Сідава». Господарство займалось відгодівлею і вирощуванням великої рогатої худоби та свиней. Раз в два-три місяці відправляли живність (близько шести вагонів) в місто Донецьк. У радгоспі в той час працювало 12 заготівельників. Вони скупляли по району в сільського населення худобу, свині.
У 50-60 роки керував радгоспом Артем Іванович Герасименко. Головними спеціалістами працювали: Валентина Іванівна Поводюк — головний бухгалтер, Михайло Трохимович Поводюк — ветеринарний лікар. Господарство в цей період побудувало корівник, свинарники, зерносховище, контору, приміщення дитячого садка, була прокладена шосейна дорога, водогін. Село і радгосп динамічно розвивались. Приміське розташування населеного пункту позначилось на його соціальній структурі та зайнятості дорослого населення.
Тепер у селі діє лише бібліотека, сільський клуб, Початкова школа. Учні 5-11 класів навчаються в Жмеринській середній школі № 3, щоденно доїжджаючи туди. Місцеві люди працюють в господарстві СВАТ «Сідава», підпорядкованому корпорації підприємства ТОВ «Кристал» смт. Браїлів. У господарстві нараховується 58 корів, декілька десятків свиней, земля.
За переписом населення в 2001 р. в селі проживає 397 чоловік, є 179 дворів, з них жилих — 157, без мешканців — 22. Пенсіонерів 110 чоловік, що становить 30 % від загальної кількості населення. Сільське населення зберегло обрядовість попередніх поколінь.
12 червня 2020 року, відповідно до Розпорядження Кабінету Міністрів України від  № 707-р «Про визначення адміністративних центрів та затвердження територій територіальних громад Вінницької області», увійшло до складу Жмеринської міської громади.
19 липня 2020 року, в результаті адміністративно-територіальної реформи та ліквідації Жмеринського району, село увійшло до складу новоутвореного Жмеринського району.